# Mirami
 (janvier 2016).
 (janvier 2018).
Si vous disposez d'ouvrages ou d'articles de référence ou si vous connaissez des sites web de qualité traitant du thème abordé ici, merci de compléter l'article en donnant les références utiles à sa vérifiabilité et en les liant à la section « Notes et références ».

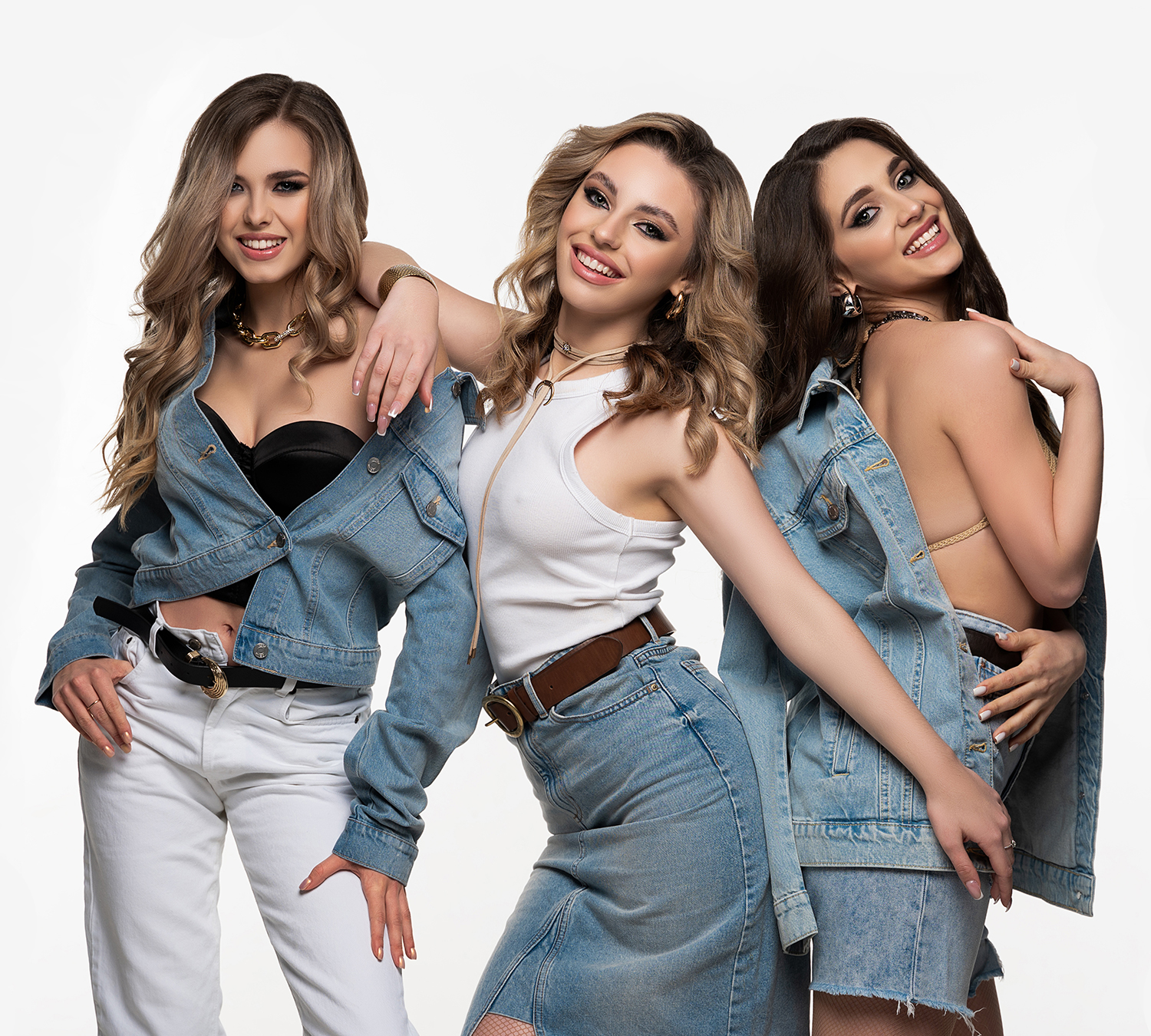
Photo du groupe en 2024

Mirami est un groupe de dance-pop ukrainien. 
Fondé en 2010 en Ukraine, il se compose de trois chanteuses : Sofia Kistruga, Kate Kuhareva et Julia Miskiv.

## Carrière musicale

### 2010: création du groupe
Mirami est fondée en 2010 par le producteur Andrew Bakun, Alexander Duda (Alex Hitch), Oleh Kovalskyi (Olav Hike) et Peter Guzar (Peter Cliff). Après la fondation les producteurs ont commencé à chercher les membres appropriés de la bande. Après deux auditions, la chanteuse et journaliste Julia Miskiv a été choisie comme le premier membre de la bande. En 2013, elle est rejointe par la chanteuse Kate Kukhareva puis par Sofia Kistruga. Peu de temps après, le groupe commence à enregistrer le premier single. La chanson Sexualna est devenue célèbre en Pologne et le groupe s'est fait connaître dans le reste de l'Europe.[réf. nécessaire]

#### 2011-2015: sortie deMiramimaniaetSunrise
Le 11 juillet 2015, Mirami célèbre ces cinq ans. Le premier album Miramimania est publié en 2011. Il est certifié disque d'or en Pologne.

## Membres
- Kate Kuhareva, née le 30 août 1988 (36 ans), est originaire de Kryvyï Rih, ville située en Ukraine
- Julia Miskiv, née le 5 mars 1994 (31 ans) à Lviv
- Sofia Kistruga, née à Rivne

## Discographie

### Albums

#### Sunrise
1. Intro
2. Amore Eh Oh! (Ukrainian version)
3. Holiday (Bakun remix album version) [with Crystal Lake]
4. Summer Dreams (new album version) [feat. LayZee]
5. Я з тобою... / I'm With You...
6. Celebrate The Love [feat. Rene Dif]
7. Upside Down (album version) [feat. Danzel]
8. Rain & Sun
9. We Own The Night [vs. Miami Rockers]
10. Amour (new album version)
11. Sunrise [with Bakun]
12. The Party'll Never End
13. Amore Eh Oh! (English version)
14. Celebrate The Love

#### Miramimania
1. Intro
2. Сексуальна / Sexualna (feat. VovaZiLvova)
3. Delight
4. Міраміманія / Miramimania
5. Venus
6. Amour
7. Summer Dreams
8. Любов-війна / Liubow-wijna
9. Love (Through Galaxies)
10. Сексуальна / Sexualna
11. Магія / Magia
Bonus :
12. Miramimania
13. Sexual Madness (feat. SupaHeroes)
14. Sexual Madness
15. Sexual Madness (feat. SupaHeroes) [Beam radio remix]
16. Сексуальна / Sexualna (feat. VovaZiL [Andrew Bakun remix]
17. Sexual Madness (feat. SupaHeroes [Flashrider vs. Base Attack remix]